# La Neuville-lès-Bray
La Neuville-lès-Bray är en kommun i departementet Somme i regionen Hauts-de-France i norra Frankrike. Kommunen ligger i kantonen Bray-sur-Somme som tillhör arrondissementet Péronne. År 2022 hade La Neuville-lès-Bray 260 invånare.

## Befolkningsutveckling
Antalet invånare i kommunen La Neuville-lès-Bray
| Referens: INSEE |